# Uwat
Uwat (russisch Ува́т) ist ein Dorf in der Oblast Tjumen (Russland) mit 4964 Einwohnern (Stand 14. Oktober 2010).

## Geographie
Der Ort liegt im Westsibirischen Tiefland, knapp 300 Kilometer Luftlinie nordöstlich des Oblastverwaltungszentrums Tjumen und gut 100 Kilometer nordnordöstlich von Tobolsk  am linken Ufer des dort über 500 Meter breiten Irtysch. Westlich des Ortes erstreckt sich unbesiedeltes Sumpf- und Taigagebiet.
Uwat ist Verwaltungszentrum des gleichnamigen Rajons Uwat. Der Landgemeinde (Selskoje posselenije) Uwat sind außerdem die Dörfer Lebaut und Rodina sowie die Siedlung Perwomaisk.

## Geschichte
Das Dorf Uwat wurde in der ersten Hälfte des 17. Jahrhunderts gegründet.
Am 14. Januar 1925 wurde es Verwaltungszentrum des gleichnamigen Rajons, der im November 1923 als Rajon Demjanskoje mit Zentrum im gleichnamigen Dorf gegründet worden war.

### Bevölkerungsentwicklung
| Jahr | Einwohner |
| ---- | --------- |
| 1939 | 1955      |
| 1959 | 2984      |
| 1970 | 3780      |
| 1979 | 3958      |
| 1989 | 4039      |
| 2002 | 4610      |
| 2010 | 4964      |

Anmerkung: Volkszählungsdaten

## Kultur, Sehenswürdigkeiten und Sport
In Uwat befindet sich ein Trainingszentrum des Russischen Biathlon-Verbandes, weshalb dort in den letzten Jahren die nationalen Meisterschaften ausgetragen wurden. 2008 erhielt das Zentrum den Namen des früheren Biathleten, vielfachen Weltmeisters und Olympiasiegers und heutigen Biathlon-Funktionärs Alexander Tichonow. Im gleichen Jahr wurde das Grand Hotel Uwat eröffnet. Außerdem gibt es einen Fallschirmsportklub.
Im Ort existiert ein Heimatmuseum „Legenden des grauen Irtysch“ sowie als dessen Filiale eine Ausstellung über Alexander Tichonow, die im Grand Hotel zu sehen ist.

## Wirtschaft und Infrastruktur
Die Bewohner des Ortes sind vorwiegend in der Forstwirtschaft sowie der Erdölförderung beschäftigt, die im Rajon von TNK-BP betrieben wird.
Einige Kilometer östlich des Ortes, am jenseitigen Ufer des Irtysch, führt die Fernstraße R404 vorbei, die Tjumen über Tobolsk mit den Erdgas- und Erdölfördergebieten Westsibiriens verbindet. Eine Brücke über den Fluss fehlt; der Verkehr wird im Sommer mit einer Fähre, im Winter über eine Eisstraße bewältigt. Am linken Irtyschufer gibt es einige Lokalstraßen in die umliegenden Dörfer des Rajons. Die nächstgelegene Bahnstation Junost-Komsomolskaja befindet sich beim gut 25 Kilometer südöstlich gelegenen Dorf Tutas an der Eisenbahnstrecke Tjumen – Surgut – Nischnewartowsk/Nowy Urengoi (Streckenkilometer 313).

## Persönlichkeiten
- Iwan Busolin (* 1983), Sprinter